# Laima Liucija Andrikienė
Laima Liucija Andrikienė este un om politic lituanian, membru al Parlamentului European în perioada 2004-2009 din partea Lituaniei.
1. ↑   https://www.lrs.lt/sip/portal.show?p_r=40556&p_k=1&p_a=498&p_asm_id=6 Lipsește sau este vid: |title= (ajutor)